# Clostridium ganghwense
Clostridium ganghwense è una specie di batterio appartenente alla famiglia delle Clostridiaceae.